# Metaphoxus fultoni
Metaphoxus fultoni är en kräftdjursart. Metaphoxus fultoni ingår i släktet Metaphoxus och familjen Phoxocephalidae. Inga underarter finns listade i Catalogue of Life.